# Jean Bessompierre
Jean Bassompierre (ur. 23 października 1914 w Honfleur we Francji, zm. 20 kwietnia 1948 w La Santé) – francuski wojskowy (kapitan), jeden z głównych działaczy Service de l'Ordre Legionnaire (SOL), dowódca 1. batalionu Legionu Ochotników Francuskich przeciw Bolszewizmowi (LVF), inspektor generalny Milicji Francuskiej, dowódca 33 Batalionu Zaopatrzeniowego SS 33 Dywizji Grenadierów SS „Charlemagne”.

## Życiorys
Studiował na Uniwersytecie w Paryżu. Służył w armii francuskiej, dochodząc do stopnia kapitana. Brał udział w kampanii francuskiej w 1940 roku, walcząc z Włochami w Alpach. Został odznaczony Croix de Guerre. Po kapitulacji wojsk francuskich i utworzeniu Francji Vichy przeszedł do jej armii (tzw. Armia Rozejmowa). 15 sierpnia 1940 został z niej zwolniony. 
Do końca 1942 był zastępcą Josepha Darnanda w Service de l'Ordre Legionnaire; był też twórcą programu SOL. Jednocześnie w 1942 wstąpił do formowanego przez władze Vichy Legionu Tricolore, mającego walczyć pod francuskim dowództwem na froncie wschodnim. Jednakże w październiku tego roku Niemcy zakończyli akcję rekrutacyjną, rezygnując z idei Legionu. Dwa miesiące później, w grudniu wstąpił ochotniczo do Waffen-SS. Od grudnia 1943 do początku 1944 roku dowodził 2. kompanią, a następnie 1. batalionem Legionu Ochotników Francuskich przeciw Bolszewizmowi. Po powrocie do Francji objął funkcję inspektora generalnego kolaboracyjnej Milicji Francuskiej (inspecteur général de la Milice Française). Od marca 1944 roku jednocześnie stał na czele organizacji zrzeszającej weteranów LVF. Po wyzwoleniu Francji przez aliantów uciekł wraz z wieloma innymi kolaborantami do Niemiec, gdzie był komendantem paramilitarnych formacji Francs-Gardes i Garde d'honneur, złożonych z b. członków Milicji Francuskiej. 
Na początku 1945 wstąpił do nowo formowanej 33 Dywizji Grenadierów SS „Charlemagne”, obejmując dowództwo 33 Batalionu Zaopatrzeniowego SS w stopniu SS-Hauptsturmführera. W marcu w wyniku reorganizacji jednostki stanął na czele batalionu marszowego. Po ciężkich walkach na froncie wschodnim 17 marca został wzięty do niewoli w rejonie Karlina przez polskich żołnierzy. Deportowany do Francji uciekł z więzienia, ale podczas próby wyjechania do Ameryki Południowej został złapany i ponownie uwięziony. Sądzony za zdradę stanu, 17 stycznia 1948 roku skazany na karę śmierci, wyrok wykonano w więzieniu La Santé 20 kwietnia.
Oprócz francuskiego Croix de Guerre był odznaczony także niemieckim Krzyżem Żelaznym II stopnia i Krzyżem Zasługi Wojennej II klasy z mieczami.
Jego brat był oficerem w armii Wolnych Francuzów gen. Charles'a de Gaulle'a.